# Oratorio della Salute
L'oratorio della Beata Vergine della Salute, conosciuto come oratorio della Salute, è un edificio di origine medioevale che si innalza su contrà Santa Croce, ora via Vittorio Emanuele II a Padova.
L'edificio conservava la venerata statua della Vergine della Salute ora conservata nella chiesa di Santa Croce.